# Michel Pierre Marie Mouïsse
Michel Pierre Marie Mouïsse (* 31. Oktober 1939 in Mazamet) ist ein französischer Geistlicher und emeritierter Bischof von Périgueux.

## Leben
Michel Mouïsse empfing am 18. Dezember 1966 die Priesterweihe.
Papst Johannes Paul II. ernannte ihn am 10. März 2000 zum Weihbischof in Grenoble und Titularbischof von Lambaesis. Die Bischofsweihe spendete ihm der Bischof von Grenoble, Louis Dufaux, am 7. Mai desselben Jahres; Mitkonsekratoren waren Émile Marcus PSS, Erzbischof von Toulouse, und Georges Pontier, Bischof von La Rochelle. 
Am 5. März 2004 wurde er zum Bischof von Périgueux ernannt und am 2. Mai desselben Jahres in das Amt eingeführt.
Papst Franziskus nahm am 18. Juni 2014 seinen altersbedingten Rücktritt an.